# 2045
2045 (MMXLV) kommer att bli ett normalår som börjar en söndag i den gregorianska kalendern.

## Framtida händelser
- 2045-initiativet kommer att upphöra.

### Augusti
- 12 augusti – En solförmörkelse inträffar från norra Kalifornien till Florida.

### September
- 2 september – 100 år efter andra världskrigets slut.

### Okänt datum
- Två av Japans största städer – Tokyo och Osaka – kommer att sammankopplas genom ett direkt höghastighetsmaglevtåg.[1]
- Storbritannien väntas gå om Tyskland som Europas ledande ekonomi.[2]
- Enligt en NASA-studie från år 2003 kan en bemannad rymdfärd och efterföljande kolonisering av Jupiters måne Callisto vara möjlig.[3]